# 知多内海テレビ中継局
知多内海テレビ中継局（ちたうつみテレビちゅうけいきょく）は、愛知県知多郡南知多町に置かれているテレビ放送の中継局。

## 中継局概要

### デジタルテレビ放送
| リモコン 番号 | 放送局名       | チャンネル 番号 | 空中線 電力 | ERP   | 偏波面   | 放送対象 地域 | 放送区域 内世帯数 | 運用開始日 |
| ------------- | -------------- | --------------- | ----------- | ----- | -------- | ------------- | ----------------- | ---------- |
| 2             | NHK 名古屋教育 | 39              | 100mW       | 350mW | 水平偏波 | 全国          | 約1,600世帯       | -          |
| 3             | NHK 名古屋総合 | 42              | 100mW       | 350mW | 水平偏波 | 愛知県        | 約1,600世帯       | -          |
| 10            | TVA テレビ愛知 | 38              | 100mW       | 350mW | 水平偏波 | 愛知県        | 約1,600世帯       | -          |

- 所在地： 知多郡南知多町内海字県（馬場山」[1]）
- 放送区域： 南知多町の一部（名鉄内海駅周辺、約1,600世帯[2]）
- 2010年3月5日に予備免許が交付され、3月10日に試験放送を開始。3月23日に本免許が交付され[3]、3月25日に本放送を開始した。なお、TVAはデジタル新局として開局した。
- CBCテレビ・東海テレビ・名古屋テレビ・中京テレビの中継局は置かれておらず、愛知県内の瀬戸デジタルタワーではなく、海を挟んだ三重県伊勢市の伊勢テレビ中継局の電波を受信することとなる[4]。

### アナログテレビ放送
| チャンネル 番号 | 放送局名       | 空中線 電力       | ERP                | 偏波面   | 放送対象 地域 | 放送区域 内世帯数 | 運用開始日     |
| --------------- | -------------- | ----------------- | ------------------ | -------- | ------------- | ----------------- | -------------- |
| 40              | NHK 名古屋総合 | 映像1W/ 音声250mW | 映像4.4W/ 音声1.1W | 水平偏波 | 愛知県        | -                 | 1972年 4月12日 |
| 44              | NHK 名古屋教育 | 映像1W/ 音声250mW | 映像4.4W/ 音声1.1W | 水平偏波 | 全国          | -                 | 1972年 4月12日 |

- 所在地： デジタルテレビ放送に同じ
- 2011年7月24日をもってすべて廃止された。
- 名古屋親局からの電波が届きにくい南知多町内海地区をカバーしていた。なお、民放局は中継局を設置していなかった。